# Koppa, Harihar
Koppa là một làng thuộc tehsil Harihar, huyện Davanagere, bang Karnataka, Ấn Độ.